# Sylvie Brunet-Grupposo
Pour les articles homonymes, voir Brunet et Sylvie Brunet.
 (janvier 2012).
Si vous disposez d'ouvrages ou d'articles de référence ou si vous connaissez des sites web de qualité traitant du thème abordé ici, merci de compléter l'article en donnant les références utiles à sa vérifiabilité et en les liant à la section « Notes et références ».
Sylvie Brunet, dite Sylvie Brunet-Grupposo, est une cantatrice française dont la tessiture est mezzo-soprano, et qui est spécialisée dans l'opéra.

## Biographie

### Origines et famille
Sylvie Brunet est née dans un des quartiers défavorisés de la ville de Lyon, élevée dans une HLM par sa mère ouvrière et sa tante, sans père. Elle apprend en août 2005, alors qu’elle est déjà elle-même mère, que son parrain, Léonardo Grupposo, cordonnier d’origine sicilienne, qui lui rendait visite chaque lundi durant son enfance, n’est autre que le  père qu’elle a tant cherché.
(France télévision: Voire Vie privée,Vie publique,Mireille Dumas )
À la mort de celui-ci, Sylvie Brunet décide d’ajouter « Grupposo » au sien. C’est ainsi qu’elle est désormais connue sous le nom de Sylvie Brunet-Grupposo.

### Carrière
Alors qu’elle est encore étudiante à l’école d’art lyrique de l’Opéra de Paris, Sylvie Brunet est engagée pour chanter les rôles titres d’Aida à Bercy, la comtesse des Noces de Figaro au Festival de Saint Céré, ainsi qu’à l’opéra de Philadelphie, et double Shirley Verett dans l’Africaine de Meyerbeer à l'opéra de San Francisco.
Dès ses débuts en 1992, Sylvie Brunet est invitée par Riccardo Muti pour le rôle d’Iphigénie en Tauride à la Scala de Milan. Elle reprend ensuite ce rôle à travers le monde plus de quantre-vingt-dix fois en seulement quatre ans.  
Sa voix, s’étendant sur presque quatre octaves, lui permet d’embrasser un très vaste répertoire, dans des rôles allant de contralto à mezzo-soprano dramatique, ainsi que ceux de «Falcon», type de voix peu fréquent. Son répertoire est celui des mezzos verdiennes et des grands opéras français pour lequel elle a été primée de nombreuses fois.  
Interprète d’envergure internationale, elle se produit dans les opéras les plus prestigieux, aux côtés de chef tels que Ricardo Mutti, Antonio Pappano, Kurt Mazur, Gary Bertini, Marc Minkowski, Michel Plasson, Georges Prêtre, Kent Nagano, Louis Langrée, Esa-Pekka Salonen et Ludovic Morlot.
Elle interprète les rôles de Carmen, Dalila, Charlotte, Cassandre, Sélika dans L’Africaine de Meyerbeer, Taven à l’Opéra de Paris, Padmavati de Roussel au Théâtre du Châtelet (mis en scène par le grand cinéaste indien Sanjay Leela Banshali), 
Madame de Croissy, la Première Prieure dans Dialogues des carmélites à l’Opéra de Paris Garnier, au Bayerische Staatsoper Munich (mise en scène Dimitri Tcherniakov, DVD Bel Air), à la Maestranza de Séville, à Zurich, Santiago du Chili, Séoul, à La Monnaie de Bruxelles, à Toulouse, Nice (où elle reçoit le prix Claude Rostand pour son interprétation dans la production de Robert Carsen), la Reine Gertrude à la Monnaie à Bruxelles, à l’Opéra Comique, Geneviève dans Pelléas et Mélisande, Eboli, Ulrica, Azucena, Santuzza de Cavalleria rusticana à l’Opéra de Séville, Marguerite dans La Damnation de Faust à Zürich.
En 2020, elle interprète le rôle de Phèdre (Hippolyte et Aricie) à L’opéra comique à Paris, la presse salut comme étant une Phèdre d’anthologie.
Remarquée par Sergio Segalini, alors directeur du Festival, elle est invitée à chanter Azucena dans Le Trouvère de Verdi au Festival de Martina Franca. À cette occasion, Radio France évoque un critique italien qui écrit d’elle : « Verdi a enfin trouvé son Azucena, Sylvie Brunet est actuellement l’une des rares chanteuses verdiennes, autant par son potentiel dramatique que par l’ampleur de sa voix ».
Sylvie Brunet collabore avec le chef d’orchestre français Marc Minkowski qui l’invite à chanter le rôle-titre de Carmen à Paris et à Grenoble, ainsi que dans les productions de l’Incoronazione di Poppea au Festival d’Aix en Provence et à Vienne mis en scène par Klaus Michael Grüber, et des Contes d’Hoffmann à l’Opéra de Lausanne.
Dans le domaine du concert, Sylvie Brunet Grupposo a chanté, entre autres, le Requiem de Verdi à Monte-Carlo sous la direction de Georges Prêtre, à Londres sous la direction de Antonio Pappano, la 9e symphonie de Beethoven à l’Orchestre National de France sous la direction de Kurt Masur, Les Nuits d’Eté avec le philharmonique de Munich et Marc Minkowski.
La cantate Faust et Hélène de Lili Boulanger toujours dirigé par Marc Minkowski, avec le Philharmonique de Radio France le Philharmonique de Berlin, et récemment (2021) avec L’orchestre national philharmonique de Madrid, concert grandement ovationné par le public. 
Sylvie Brunet-Grupposo est également régulièrement invitée pour des concerts et des récitals à Paris, Londres, Moscou, Varsovie, Prague, Belgrade, Budapest, Milan, Rome, Florence, au Canada et au Japon sous la direction de chefs de renommée internationale tels que Kurt Masur, Valéri Gergiev, Marc Minkowski, A. Pappano, Kent Nagano, Michel Plasson, Georges Prêtre, etc. 
Forgée par ce chemin qu'elle transcende à travers son art, la mezzo-soprano est depuis reconnue par la presse nationale et internationale, qui la cite comme: « l’une des plus grandes interprètes de notre temps, elle possède une voix d’exception et une présence scénique hors du commun » (Franck Erikson, L’Express) «Naissance d’une véritable tragédienne, voix aussi vraie que belle » (Anne Rey, Le Monde).
Le magazine Res Musica souligne également dans un entretien menée en 2005, qu'elle est "une grande artiste bien trop négligée"